# Han Drijver
Johan ("Han") Frederik Drijver (Eindhoven, 11 maart 1927 – Vlaardingen, 10 oktober 1986) was een Nederlands hockeyinternational. Hij nam tweemaal deel aan de Olympische Spelen, en won beide keren een medaille. Zijn specialisme was lijnstopper bij strafcorners.

## Biografie
Drijver speelde 85 interlands, en won brons op de Olympische Zomerspelen 1948 in Londen en zilver bij de Olympische Spelen in 1952 in Helsinki. In 1948 werd de strijd om de derde plek gewonnen met 4-1 van Pakistan en op 24 juli 1952 werd er in de finale verloren met 6-1 van India. Ook behoorde hij tot de Olympische selectie van  1956 voor Melbourne (Australië). Hij werd gekozen als linksachter in het Nederlands elftal aller tijden.
Maar ook andere balsporten gingen hem goed af: hij was studentenkampioen tafeltennis en als golfer had hij snel handicap 2.
Drijver speelde bij de Eindhovense Mixed Hockey Club, Leiden en het Haagse TOGO. Hij was beroemd als lijnstopper bij strafcorners. Twee keer verloor hij al zijn voortanden, waarbij hij voor hij ter aarde stortte eerst de bal zorgvuldig over de zijlijn werkte. Na zijn actieve loopbaan bleef hij betrokken bij de sport. Als trainer was hij actief, maar ook had hij bestuurlijke en adviesfuncties bij de Koninklijke Nederlandse Hockey Bond en de golffederatie. In 1986 overleed hij in Vlaardingen door een auto-ongeluk.
Drijver werd gekozen in de 'Top 500 van beste Nederlandse Sporters van de Eeuw'. Het boek kwam uit met een raad van advies bestaande uit Fanny Blankers-Koen, André Bolhuis, Johan Cruijff, Anton Geesink en Erica Terpstra. Zoon Martijn Drijver was keeper van Jong Oranje en is werkzaam als keeperstrainer van diverse Nederlandse hoofdklasse keepers. Ook was hij keeperstrainer van het Nederlandse nationale team en is momenteel keeperstrainer van Spanje.
André Boerstra · 
Henk Bouwman · 
Piet Bromberg · 
Harry Derckx · 
Han Drijver · 
Dik Esser · 
Wim van Heel · 
Roepie Kruize · 
Jenne Langhout · 
Dick Loggere · 
Ton Richter · 
Eddy Tiel ·
Coach: Huib du Pon
Jules Ancion · 
André Boerstra · 
Harry Derckx · 
Han Drijver · 
Dik Esser · 
Wim van Heel · 
Roepie Kruize · 
Dick Loggere · 
Lau Mulder · 
Eddy Tiel · 
Leo Wery ·
Coach: Rein de Waal